# Henry Warner Slocum

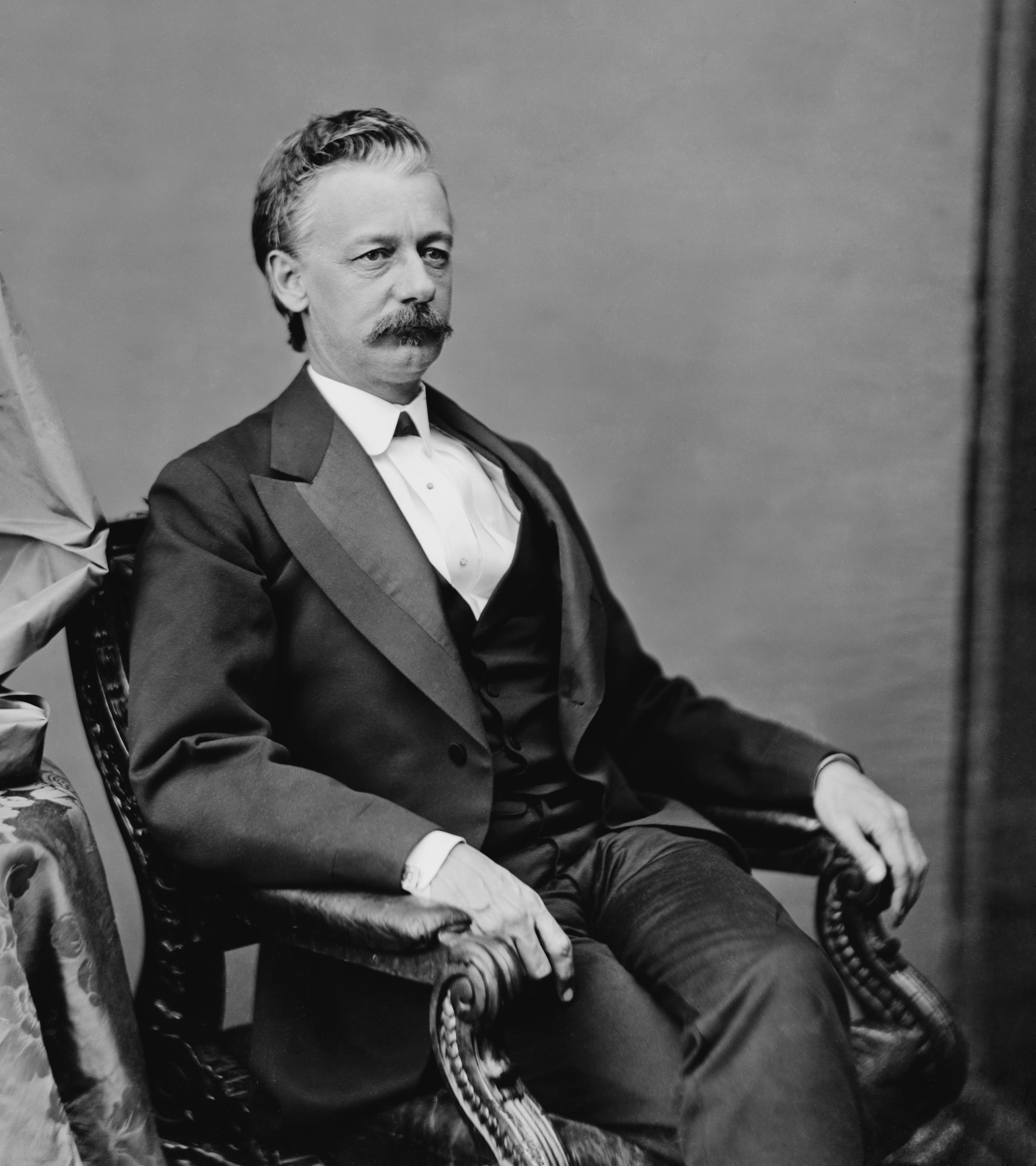
Henry Warner Slocum

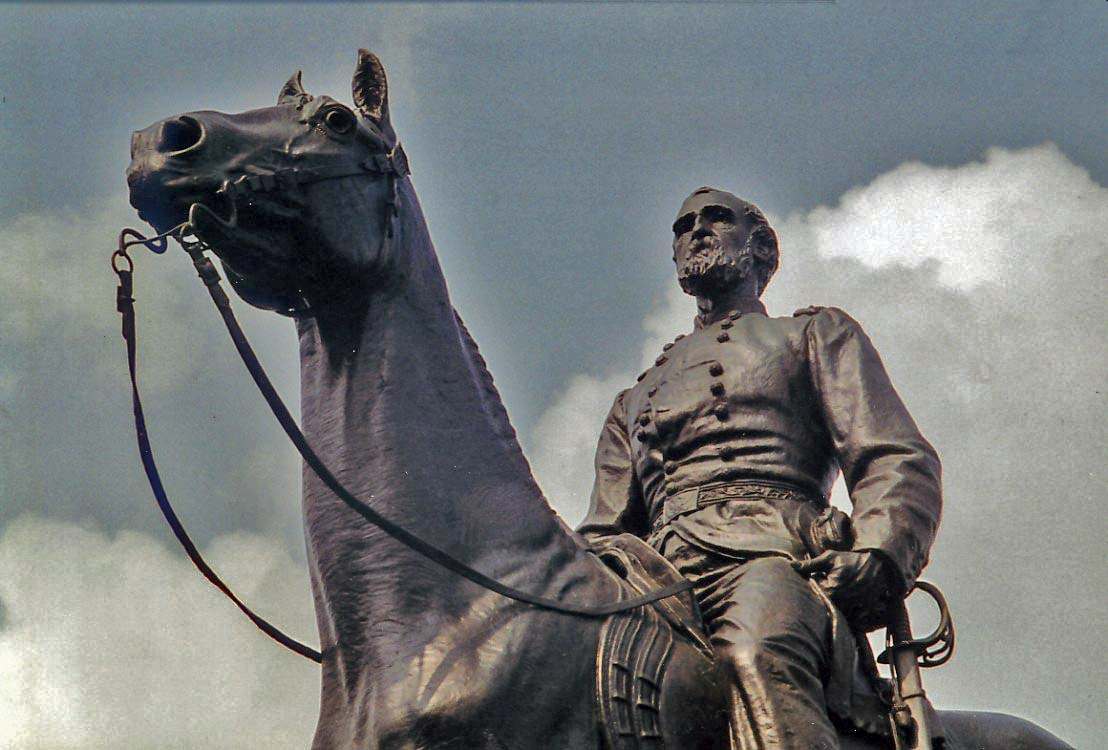
Statue von General Slocum in Gettysburg

Henry Warner Slocum (* 24. September 1827 in Delphi, Onondaga County, New York; † 14. April 1894 in Brooklyn, New York) war ein US-amerikanischer Offizier und Politiker. Im Bürgerkrieg stieg er auf Seiten der Nordstaaten bis zum Generalmajor auf; anschließend vertrat er zweimal den Bundesstaat New York im US-Repräsentantenhaus.

## Werdegang
Henry Slocum absolvierte zunächst das Cazenovia Seminary und arbeitete dann für einige Zeit als Lehrer. Zwischen 1848 und 1852 durchlief er die United States Military Academy in West Point. Dort war er Klassenkamerad des späteren Generals Philip Sheridan. Bis 1856 blieb er in der US Army, in der er es damals bis zum Oberleutnant brachte. Nach einem Jurastudium und seiner 1858 erfolgten Zulassung als Rechtsanwalt begann er in Syracuse in diesem Beruf zu arbeiten. Gleichzeitig schlug er als Mitglied der Demokratischen Partei eine politische Laufbahn ein. Er wurde Bezirkskämmerer und im Jahr 1859 Abgeordneter in der New York State Assembly. Außerdem wurde er als Oberst Mitglied der Staatsmiliz. Dort war er bei der Ausbildung der Artillerie tätig.
Zwischen 1861 und 1865 nahm er als Offizier der Staatsmiliz, die zum Heer der Union gehörte, am Bürgerkrieg teil. Während dieser Zeit stieg er bis zum Generalmajor auf. Dabei befehligte er – im Wechsel mit Alpheus S. Williams – die meiste Zeit das XII. Korps. Er nahm an vielen Schlachten teil. Unter anderem war er auch bei der Schlacht von Gettysburg dabei, bei der er mit seinem Korps etwas verspätet in die Kampfhandlungen eingriff, was ihm den Spitznamen Slow Come einbrachte. Im Jahr 1864 war sein Korps im Zuge des Atlanta-Feldzuges das erste, das in die Stadt Atlanta in Georgia einmarschierte. Danach kommandierte er die Georgia-Armee während Shermans Marsch zum Meer und im Carolina-Feldzug. Am 28. September 1865 schied Slocum aus dem Militärdienst aus. Er ließ sich in Brooklyn nieder, wo er als Anwalt praktizierte. Gleichzeitig setzte er seine politische Laufbahn fort. So kandidierte er erfolglos für das Amt des Secretary of State von New York.
Bei den Kongresswahlen des Jahres 1868 wurde Slocum im dritten Wahlbezirk von New York in das US-Repräsentantenhaus in Washington, D.C. gewählt, wo er am 4. März 1869 die Nachfolge von William Erigena Robinson antrat. Nach einer Wiederwahl konnte er bis zum 3. März 1873 zwei Legislaturperioden im Kongress absolvieren. Im Jahr 1872 verzichtete er auf eine weitere Kandidatur. In den folgenden Jahren war er wieder als Rechtsanwalt tätig. 1876 leitete er die städtische Behörde Department of City Works im damals noch eigenständigen Brooklyn. Bei den Wahlen des Jahres 1882 wurde Slocum in einem staatsweiten Wahlbezirk erneut in den Kongress gewählt, wo er zwischen dem 4. März 1883 und dem 3. März 1885 eine weitere Legislaturperiode absolvieren konnte. Er war außerdem Kuratoriumsvorsitzender des New York State Soldiers’ and Sailors’ Home in Bath sowie Vorstandsmitglied der Gettysburg Monument Commissioners. Henry Slocum starb am 14. April 1894 in Brooklyn.
Der Raddampfer General Slocum wurde nach ihm benannt. Dieses Schiff geriet am 15. Juni 1904 in New York in Brand. Bei dieser Katastrophe kamen 1021 Menschen ums Leben.